# Gaspare Celio

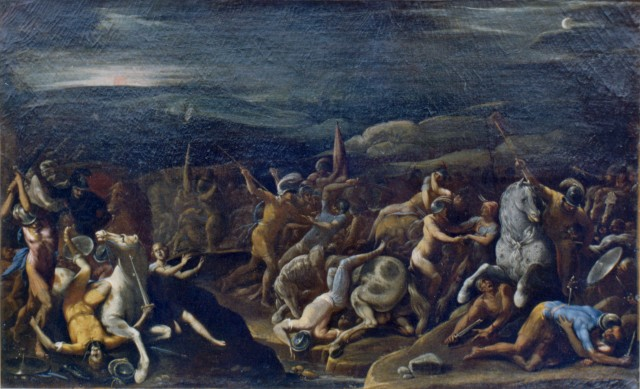
Escena de batalla, Galleria Borghese, Roma.

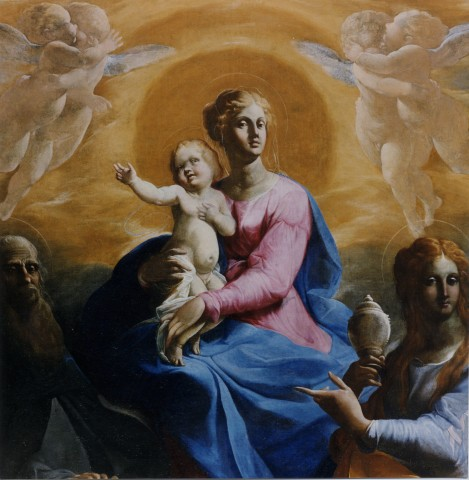
Virgen con el Niño, San Antonio Abad y la Magdalena, fresco. Fermo, chiesa di San Francesco

Gaspare Celio (Roma, 1571 - 1640), fue un pintor italiano activo durante el último manierismo y el primer barroco, principalmente en su ciudad natal de Roma.

## Biografía
Sus primeros encargos datan de 1596, cuando Giuseppe Valeriano lo llamó para realizar la decoración de la Cappella della Passione en la iglesia del Gesù de Roma, siguiendo el diseño del propio Valeriano, aunque siguiendo una vena manierista que no estaba en los dibujos del pintor jesuita.. Otros trabajos notables de su mano son una Virgen con el Niño (Santa Maria del Carmine), un Paso del Mar Rojo (1607) y la Matanza de los Gigantes del Palazzo Mattei. Trabajó durante un breve tiempo en la corte de Ranuccio I Farnesio, duque de Parma.
Según el pintor e historiador del arte Giovanni Baglione, Celio obtuvo en 1616 del Rey de España el título de Caballero de Cristo arrebatándole tal honor con malas artes a su colega Orazio Borgianni, que murió del disgusto. Hombre de carácter envidioso, siguió con desconfianza y desasosiego el progresivo auge de los hermanos Carracci, que se convirtieron en una competencia imposible de vencer para el arte de Celio, ya caduco a principios del siglo XVII.
En 1620 Celio redactó una guía del tesoro artístico de las iglesias romanas (Memoria delli nomi dell'artefici delle pitture che sono in alcune chiese, facciate e palazzi di Roma), la primera en su género. Su primera edición se realizó en Nápoles en 1638.

## Obras destacadas
- Decoración de la Capilla della Passione (1596, iglesia del Gesù, Roma)
  - Virgen con el Niño, San Antonio Abad y María Magdalena
  - Crucifixión
- Virgen con el Niño (Santa Maria del Carmine), destruido en 2007.
- Paso del Mar Rojo (1607)
- Matanza de los Gigantes (Palazzo Mattei, Roma)
- Decoración de la Capilla Altieri (1622, San Francesco a Ripa, Roma)
  - Dios Padre y ángeles músicos
  - Santa Francisca Romana (probable obra de taller)
  - Beata Ludovica Albertoni (probable obra de taller)
  - San Carlos Borromeo
  - Sagrada Familia y Santa Ana
- Escena de batalla (Galería Borghese, Roma)